# Сезон жіночої збірної України з волейболу 2012
У вересні 2012 року українська збірна розпочала відбірковий турнір на чемпіонат Європи з другого етапу. Змагання у групі В проходило в містах Апелдорн (Нідерланди) і Южне (України). Переможцем групи стала команда Нідерландів, українки посіли друге місце і отримали змогу боротися за путівку у фінальну частину першості у стикових матчах проти збірної Франції (у січні наступного року). 

## Таблиця
| Збірна        | Очки | Матчі | Матчі   | Матчі   | Сети | Сети | Сети  | М'ячі | М'ячі | М'ячі |
| Збірна        | Очки | Ігри  | В (3:2) | П (2:3) | В    | П    | В:П   | В     | П     | В:П   |
| ------------- | ---- | ----- | ------- | ------- | ---- | ---- | ----- | ----- | ----- | ----- |
| 1. Нідерланди | 17   | 6     | 6 (1)   | 0 (0)   | 18   | 2    | 9,000 | 478   | 332   | 1,440 |
| 2. Україна    | 13   | 6     | 4 (0)   | 2 (1)   | 14   | 7    | 2,000 | 480   | 371   | 1,294 |
| 3. Греція     | 6    | 6     | 2 (0)   | 4 (0)   | 6    | 12   | 0,500 | 340   | 394   | 0,863 |
| 4. Данія      | 0    | 6     | 0 (0)   | 6 (0)   | 1    | 18   | 0,056 | 272   | 473   | 0,575 |

## 1-й тур
Ігри пройшли в спорткомплексі «Омніспорт Апелдорн» (Апелдорн, Нідерланди).
| Дата  | Час   |            | Рахунок |         | Сет 1 | Сет 2 | Сет 3 | Сет 4 | Сет 5 | Всього | Звіт  |
| ----- | ----- | ---------- | ------- | ------- | ----- | ----- | ----- | ----- | ----- | ------ | ----- |
| 7 Sep | 20:30 | Україна    | 3–0     | Греція  | 25–11 | 25–14 | 25–17 |       |       | 75–42  | [ 1 ] |
| 8 Sep | 19:00 | Нідерланди | 3–0     | Україна | 25–19 | 25–18 | 25–22 |       |       | 75–59  | [ 2 ] |
| 9 Sep | 15:00 | Данія      | 1–3     | Україна | 12–25 | 25–23 | 15–25 | 12–25 |       | 64–98  | [ 3 ] |

## 2-й тур
Ігри пройшли в спорткомплексі «Олімп» (Южне, Україна).
| Дата   | Час   |         | Рахунок |            | Сет 1 | Сет 2 | Сет 3 | Сет 4 | Сет 5 | Всього | Звіт  |
| ------ | ----- | ------- | ------- | ---------- | ----- | ----- | ----- | ----- | ----- | ------ | ----- |
| 14 Sep | 17:00 | Греція  | 0–3     | Україна    | 7–25  | 11–25 | 19–25 |       |       | 37–75  | [ 4 ] |
| 15 Sep | 17:00 | Україна | 2–3     | Нідерланди | 25–20 | 19–25 | 18–25 | 25–18 | 11–15 | 98–103 | [ 5 ] |
| 16 Sep | 17:00 | Україна | 3–0     | Данія      | 25–20 | 25–11 | 25–19 |       |       | 75–50  | [ 6 ] |

## Статистика
Індивідуальна статистика волейболісток:
| N° | Волейболістка         | Позиція               | Ігри | Сети | Очки | Ср.  | Примітки |
| -- | --------------------- | --------------------- | ---- | ---- | ---- | ---- | -------- |
| 1  | Марина Марченко       | догравальний          | 4    | 14   | 53   | 3,79 |          |
| 3  | Ірина Трушкіна        | центральний блокуючий | 3    | 11   | 27   | 2,45 |          |
| 4  | Тетяна Козлова        | догравальний          | 5    | 18   | 71   | 3,94 |          |
| 5  | Галина Щур            | центральний блокуючий | 5    | 17   | 44   | 2,59 |          |
| 6  | Вікторія Дельрос      | ліберо                | 6    | 21   | 1    | 0,05 |          |
| 7  | Тетяна Хилюк          | пасуючий              | 5    | 15   | 14   | 0,93 |          |
| 8  | Наталія Захарчук      | догравальний          | 6    | 14   | 32   | 2,29 |          |
| 9  | Інна Молодцова        | центральний блокуючий | 4    | 13   | 40   | 3,08 |          |
| 10 | Дарія Степановська    | догравальний          | 6    | 13   | 9    | 0,69 |          |
| 12 | Олександра Биценко    | догравальний          | 2    | 2    | 1    | 0,5  |          |
| 16 | Надія Кодола          | догравальний          | 5    | 17   | 66   | 3,88 |          |
| 17 | Катерина Кальченко    | центральний блокуючий | 2    | 4    | 6    | 1,5  |          |
| 19 | Олександра Перетятько | пасуючий              | 5    | 11   | 11   | 1    |          |
| 20 | Марина Захожа         | діагональний          | 1    | 3    | 6    | 2    |          |